# Hu Ping-chuan
Hu Ping-chuan (Guangdong, China; 1936 - 24 de agosto de 2024) fue un jugador de tenis de mesa chino.

## Carrera
Representó a China a nivel internacional, donde ganó la medalla de bronce en dos ocasiones en el Campeonato Mundial de Tenis de Mesa en el evento por equipos en las ediciones de 1956 en Tokio, Japón; y en 1957 en Estocolmo, Suecia.